# Fredede bygninger i Rødovre Kommune
Denne liste over fredede bygninger i Rødovre Kommune viser alle fredede bygninger i Rødovre Kommune, bortset fra kirker. Listen bygger på data fra Kulturarvsstyrelsen.
| Sagsnavn          | Komplekstype | Opførelsesår | Adresse                           | Koordinater                                   | Fredningsår (1. fredning) | ID (Link til Kulturarv.dk) | Billede     |
| ----------------- | ------------ | ------------ | --------------------------------- | --------------------------------------------- | ------------------------- | -------------------------- | ----------- |
| Rødovre Bibliotek |              | 1968         | Rødovre Parkvej 140, 2610 Rødovre | 55°40′51″N 12°27′26″Ø / 55.68091°N 12.45732°Ø |                           | 175-58141-2                | Upload foto |
| Rødovre Rådhus    |              | 1956         | Rødovre Parkvej 150, 2610 Rødovre | 55°40′51″N 12°27′22″Ø / 55.68094°N 12.45605°Ø |                           | 175-58141-1                | Upload foto |